# Hogna defucata
Hogna defucata Roewer, 1959 è un ragno appartenente alla famiglia Lycosidae.

## Caratteristiche
L'olotipo femminile rinvenuto ha lunghezza totale è di 15 mm; la lunghezza del cefalotorace è di 7,0 mm e quella dell'opistosoma è di 8,0 mm.
L'olotipo maschile rinvenuto ha lunghezza totale è di 11 mm; la lunghezza del cefalotorace è di 5,0 mm e quella dell'opistosoma è di 6,0 mm.

## Distribuzione
La specie è stata reperita in Africa centrale: l'olotipo nel Congo, lungo il corso del fiume Kanonga, affluente di destra del fiume Fungwe, all'interno del Parco Nazionale di Upemba.

## Tassonomia
Al 2017 non sono note sottospecie e dal 1959 non sono stati esaminati nuovi esemplari.